# Blublu
Blublu és una localitat de São Tomé i Príncipe. Es troba al districte de Mé-Zóchi, al nord-est de l'illa de São Tomé. La seva població és de 5 (2008 est.). L'etimologia del nom potser és d'origen angolès.

## Evolució de la població
| 2001 | 2008 |
| 4    | 5    |